# Tubbergen
Tubbergen (en bajo sajón Tubbe, Tubbege, Tubbig y Tubbarng'n) es una ciudad y un municipio de la región de Twente en la provincia de Overijssel, en los Países Bajos. Cuenta con una superficie de 147,44 km ², de los que 0,41 km ² corresponden a la superficie ocupada por el agua. El 1 de enero de 2014 el municipio tenía una población de 21.206 habitantes, lo que supone una densidad de 144 h/km². 
El municipio está formado por diez pueblos y tres aldeas. La capital se encuentra en la localidad homónima. 
De mayoría tradicionalmente católica, en el municipio nació y tiene dedicada una estatua el sacerdote y poeta Herman Schaepman, uno de los impulsores de la katholieke emancipatie o emancipación católica de los Países Bajos, que orientó en el siglo XIX la incorporación de los católicos a la política nacional, y es todavía en la actualidad uno de los municipios donde la CDA obtiene mejores resultados.

## Galería de imágenes

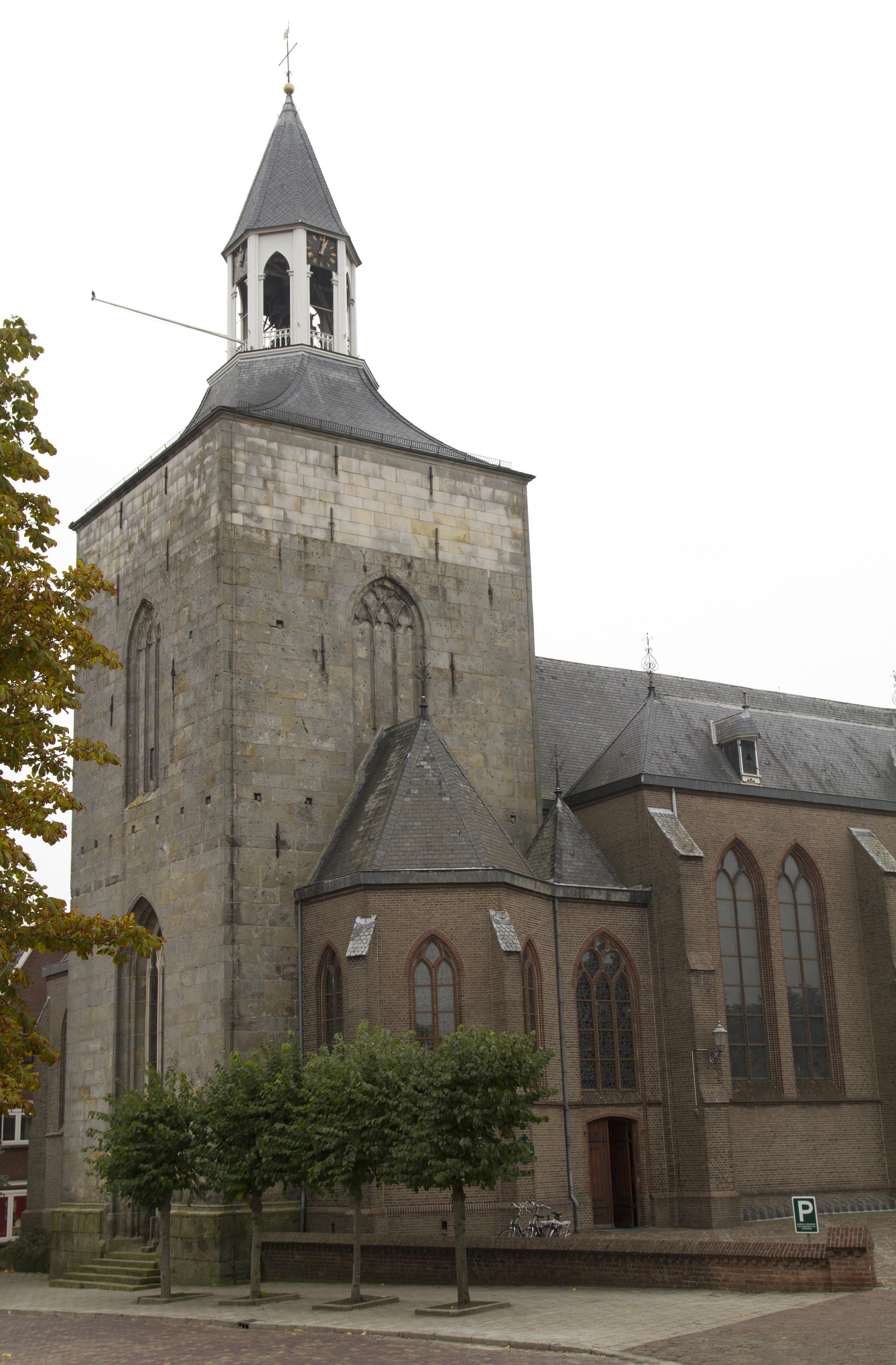
Tubbergen, iglesia católica de San Pancracio
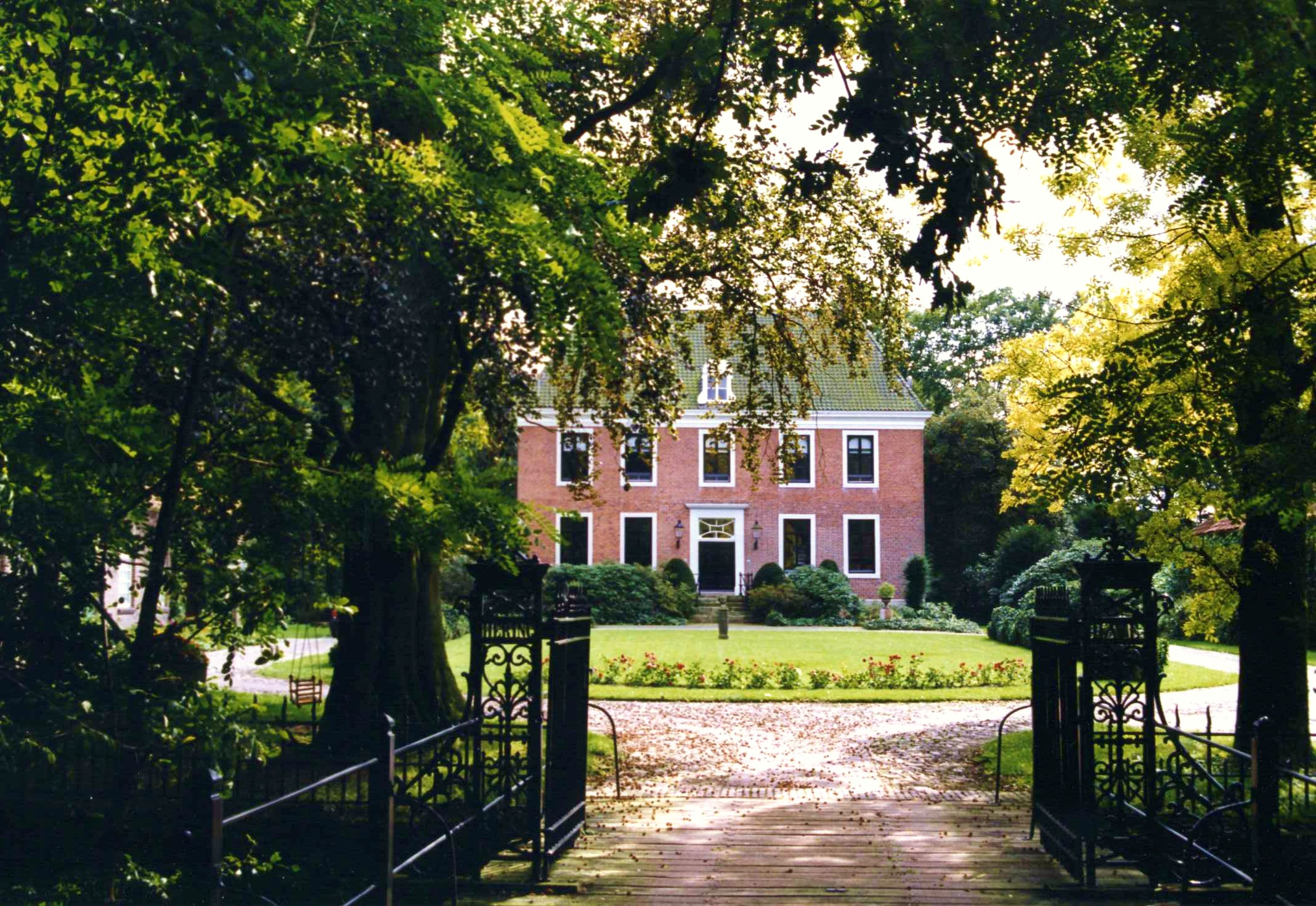
Herinckhave, mansión del siglo XVIII en Fleringen
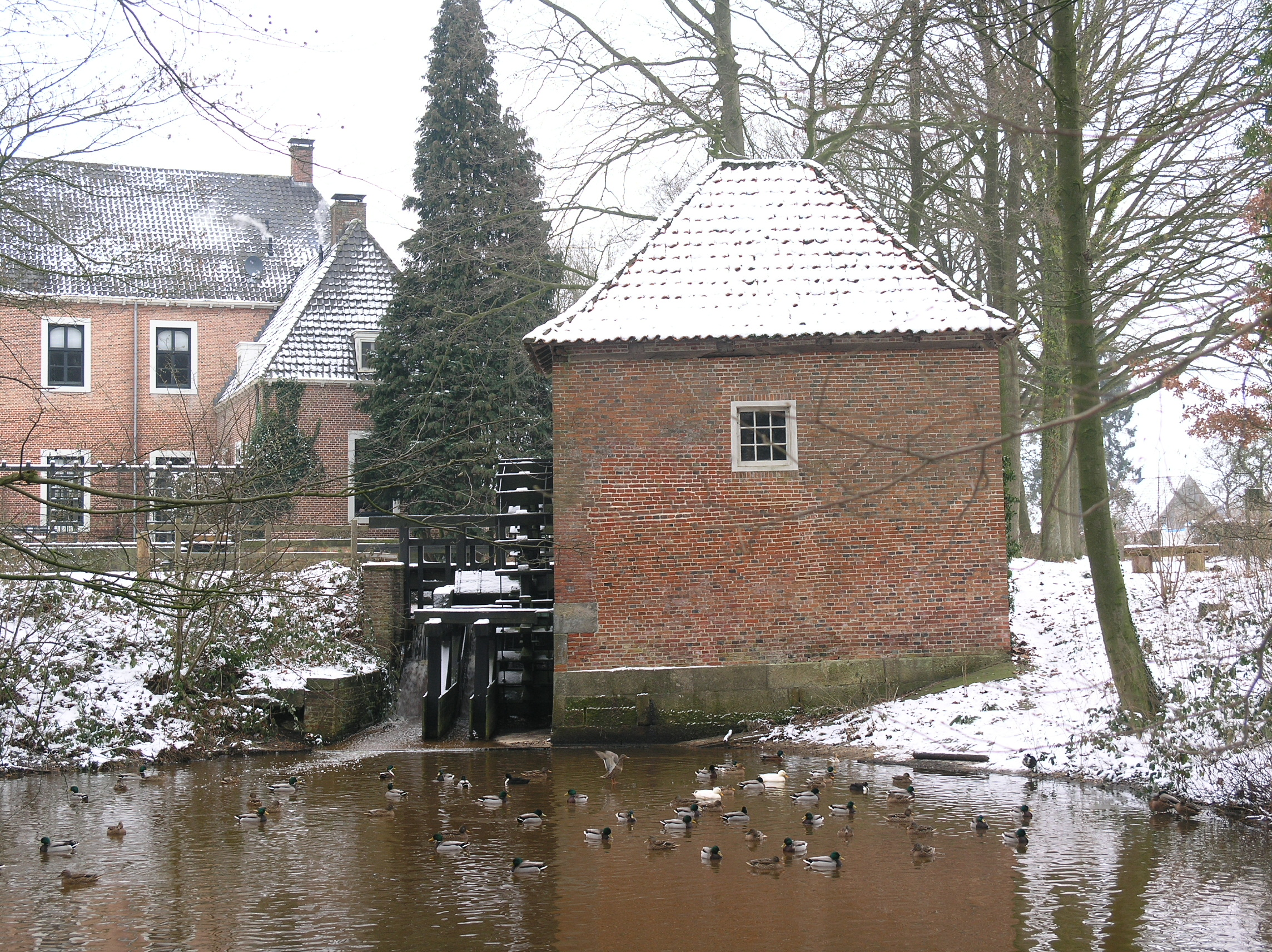
Molino de agua de la mansión Herinckhave
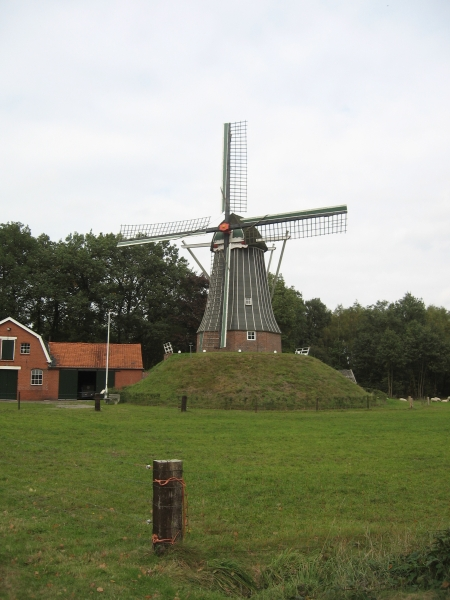
Molino grande de Geesterse (1867)
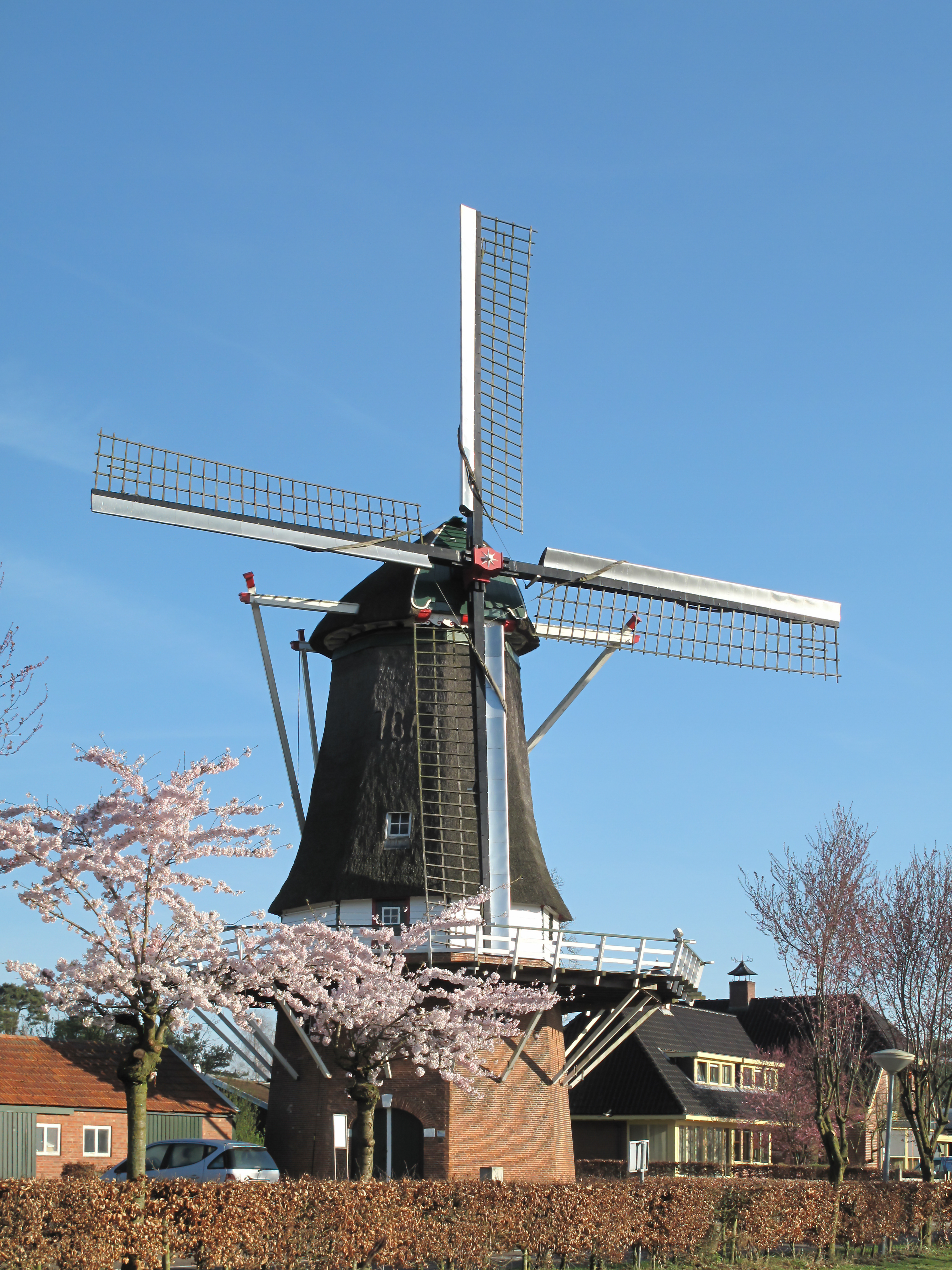
Reutum, el molino: korenmolen de Vier Winden